# Campeonato Mundial de Esqui Estilo Livre de 2019 - Aerials masculino
A prova do aerials masculino do Campeonato Mundial de Esqui Estilo Livre de 2019 foi realizada entre os dias 5 e 6 de fevereiro na cidade de Park City,  em Utah, nos Estados Unidos. 

## Medalhistas
| Ouro              | Prata                     | Bronze         |
| Maxim Burov (RUS) | Oleksandr Abramenko (UKR) | Noé Roth (SUI) |

## Resultados
Um total de 25 esquiadores participaram da competição.  A prova ocorreu dia 5 de fevereiro com inicio às 15:35. Os 12 melhores avançaram para a final.

### Qualificação
| Pos. | Bib | Ordem de saída | Nome                  | Nacionalidade  | Salto 1 | Salto 2 | Notas |
| ---- | --- | -------------- | --------------------- | -------------- | ------- | ------- | ----- |
| 1    | 18  | 22             | Noé Roth              | Suíça          | 120.81  |         | Q     |
| 2    | 5   | 8              | Oleksandr Abramenko   | Ucrânia        | 119.03  |         | Q     |
| 3    | 4   | 11             | Ilya Burov            | Rússia         | 116.74  |         | Q     |
| 4    | 14  | 25             | Alex Bowen            | Estados Unidos | 116.37  |         | Q     |
| 5    | 1   | 5              | Maxim Burov           | Rússia         | 116.29  |         | Q     |
| 6    | 8   | 6              | Anton Kushnir         | Bielorrússia   | 114.60  |         | Q     |
| 7    | 3   | 10             | Stanislav Nikitin     | Rússia         | 112.67  | 119.91  | Q     |
| 8    | 17  | 3              | Pavel Krotov          | Rússia         | 112.67  | 119.91  | Q     |
| 9    | 2   | 15             | Wang Xindi            | China          | 104.87  | 119.00  | Q     |
| 10   | 7   | 24             | Christopher Lillis    | Estados Unidos | 99.56   | 114.93  | Q     |
| 11   | 6   | 2              | Pirmin Werner         | Suíça          | 113.14  | 106.51  | Q     |
| 12   | 13  | 18             | Dimitri Isler         | Suíça          | 112.83  | 102.71  | Q     |
| 13   | 9   | 23             | Sun Jiaxu             | China          | 112.59  | 111.06  |       |
| 14   | 19  | 9              | Jonathon Lillis       | Estados Unidos | 104.87  | 105.88  |       |
| 15   | 20  | 21             | Naoya Tabara          | Japão          | 94.69   | 58.82   |       |
| 16   | 12  | 1              | Dzmitry Mazurkevich   | Bielorrússia   | 68.88   | 93.55   |       |
| 17   | 23  | 20             | Wu Shudi              | China          | 92.00   | 88.20   |       |
| 18   | 16  | 7              | Nicolas Gygax         | Suíça          | 86.28   | 70.97   |       |
| 19   | 15  | 12             | Eric Loughran         | Estados Unidos | 51.77   | 80.19   |       |
| 20   | 11  | 4              | Maxim Gustik          | Bielorrússia   | 79.74   | DNS     |       |
| 21   | 25  | 19             | Baglan Inkarbek       | Cazaquistão    | 79.38   | 60.61   |       |
| 22   | 26  | 13             | Shi Haitao            | China          | 63.99   | 79.20   |       |
| 23   | 22  | 14             | Ildar Badrutdinov     | Cazaquistão    | 68.35   | 62.35   |       |
| 24   | 21  | 17             | Felix Cormier-Boucher | Canadá         | 60.12   | 65.61   |       |
| 25   | 24  | 16             | Nicholas Novak        | Estados Unidos | 38.94   | 43.33   |       |

### Final
A final foi iniciada às 19:20 do dia 6 de fevereiro. 
| Pos.              | Bib | Nome                | Nacionalidade  | Salto 1 | Salto 2 | Melhor | Salto 3 |
| ----------------- | --- | ------------------- | -------------- | ------- | ------- | ------ | ------- |
| Medalha de ouro   | 1   | Maxim Burov         | Rússia         | 128.51  | 128.96  | 128.96 | 130.09  |
| Medalha de prata  | 5   | Oleksandr Abramenko | Ucrânia        | 121.24  | 113.40  | 121.24 | 126.24  |
| Medalha de bronze | 18  | Noé Roth            | Suíça          | 117.19  | 104.49  | 117.19 | 125.22  |
| 4                 | 17  | Pavel Krotov        | Rússia         | 84.51   | 125.34  | 125.34 | 107.24  |
| 5                 | 3   | Stanislav Nikitin   | Rússia         | 114.48  | 125.22  | 125.22 | 80.54   |
| 6                 | 2   | Wang Xindi          | China          | 119.91  | 119.91  | 119.91 | 61.50   |
| 7                 | 7   | Christopher Lillis  | Estados Unidos | 115.05  | 113.40  | 115.05 |         |
| 8                 | 8   | Anton Kushnir       | Bielorrússia   | 114.93  | 86.88   | 114.93 |         |
| 9                 | 6   | Pirmin Werner       | Suíça          | 83.91   | 112.99  | 112.99 |         |
| 10                | 4   | Ilya Burov          | Rússia         | 112.67  | 99.56   | 112.67 |         |
| 11                | 13  | Dimitri Isler       | Suíça          | 111.51  | 109.95  | 111.51 |         |
| 12                | 14  | Alex Bowen          | Estados Unidos | 67.70   | 80.54   | 80.54  |         |

Legenda
| Recorde mundial       | Recorde mundial (World record)               |                       | Recorde africano                      | Recorde africano (African) |                                           | Q | Classificado por posição (Qualified) |
| Recorde do campeonato | Recorde do campeonato (Championship record)  | Recorde da América    | Recorde da América (Americas)         | q                          | Classificado por melhor tempo (Qualified) |   |                                      |
| Melhor marca do ano   | Melhor marca do ano (World leading)          | Recorde asiático      | Recorde asiático (Asian)              | DNS                        | Não largou (Did not start)                |   |                                      |
| Recorde nacional      | Recorde nacional (National record)           | Recorde europeu       | Recorde europeu (European)            | DNF                        | Não terminou (Did not finish)             |   |                                      |
| Recorde pessoal       | Recorde pessoal do atleta (Personal best)    | Recorde da Oceania    | Recorde da Oceania (Oceania)          | DSQ / DQ                   | Desclassificado (Disqualified)            |   |                                      |
| Recorde da temporada  | Recorde da temporada do atleta (Season best) | Recorde sul-americano | Recorde sul-americano (South America) | NM                         | Sem marca (No mark)                       |   |                                      |